# Papež Urban IV.
Papež Urban IV., rojen kot Jacques Pantaléon, je bil rimski škof (papež) Rimskokatoliške cerkve, * okoli 1185 Troyes (Šampanja-Ardeni, Francosko kraljestvo), † 2. oktober 1264 Perugia (Papeška država, Sveto rimsko cesarstvo).

## Življenje
Jacques (=Jakob) se je rodil okoli leta 1185 v Troyesu v pokrajini Šampanja-Ardeni na Francoskem. Vzgajali so ga cistercijani. Oče Pantaléon di Courpalay je bil reven čevljar, ki je pokopan v Notre-Dame-aux-Nonnains di Troyes – po nekaterih virih plemenitega rodu; mati Lancenne je pokopana v bližnjem Notre-Dame-des-Prés. Jakob je imel dve sestri, Agnès in Sibylle, ki sta obe postali nuni. Nečak Anherij (Ancherio), ki ga je pozneje povzdignil v kardinala, je bil stričev sin. Morda mu je pomagal glasbeni talent, da se je lahko vpisal v kapiteljsko šolo pri Notre-Dame-aux-Nonnains. Od tam je odšel študirat v Pariz, najprej “artes” (umetnosti), nato pa “ius” (pravo), kjer je tudi doktoriral. V Parizu je na Sorboni postal predavatelj cerkvenega in civilnega prava. 1223 je postal kanonik v Laonu, 1240 arhidiakon v Lièžu . Inocenc IV.  je postal pozoren na sposobnega mladeniča med Prvim lyonskim koncilom  (1245). V naslednih letih (1247-1249) – ga je poslal kot legata na Poljsko, Šlezijo in v Prusijo, kjer je uspešno posredoval za spravo med pomeranskim knezom Svetopolkom in Tevtonskim viteškim redom. 1253 je postal škof v Verdunu, 1255 pa patriarh v Jeruzalemu. 

Zaradi občutljive zadeve v zvezi z redovniki ivanovci, o kateri je hotel razpravljati s kardinali, je prišel ravno med konklavom, med katerim se osem kardinalov ni moglo zediniti za skupnega kandidata, pa so po trimesečnem konklavu v Viterbu 29. avgusta 1261 izvolili prav njega – kljub njegovemu neverjetnemu presenečenju in hudemu odporu. Škofovsko posvečenje je prejel že 4. septembra. Izbral si je ime Urban IV., kot spomin na svojega predhodnika Urbana II., ki je bil prav tako francoskega rodu. Bil je prvi jeruzalemski patriarh, ki je postal papež. 

### Delovanje
Zaradi medsebojnih obračunavanj med posameznimi strankami ni mogel priti v Rim. Urban IV. je torej ves čas svojega pontifikata bival v Viterbu, Orvietu in Perugii. 
Vzdrževal je tudi stike z vzhodom: nikejski cesar Mihael VIII. Paleolog, ki se je 1261 polastil križarskega Latinskega cesarstva in s tem restavriral Bizantinsko cesarstvo, je želel vzpostaviti edinost z zahodno Cerkvijo; priznal je prvenstvo rimskega škofa in nicejsko-carigrajsko veroizpoved. O sklenitvi edinosti naj bi razpravljal koncil. Tega načrta - kakor tudi drugih - papež ni mogel izpeljati, ker je prej umrl.
Francoskemu kralju Ludviku IX. Svetemu je ponudil Sicilsko kraljestvo, da bi se otresel nemškega vpliva; ko je Ludvik predlog zavrnil, je papež Sicilijo, ki si jo je 1258 prisvojil Friderikov II. nezakonski sin Manfred, 1264 izročil njegovemu ambicioznemu bratu Karlu Anžujskemu. Manfred pa je kljubovalno porazil križarsko vojno naperjeno proti njemu in je s pomočjo Saracenov iz Lucere vdrl v Cerkveno državo in jo začel ropati; papež se je zatekel v Orvieto; ko pa je bilo v nevarnosti tudi to mesto, se je že hudo bolan na nosilnici umaknil proti Perugii. Umrl je kmalu po odhodu iz Orvieta - najbrž v mestecu Deruta. Letopisci poročajo, da se je v tem času prikazala repatica, ki je zginila po njegovi smrti. 
Pod Urbanom so v rimski kuriji začeli prevladovati Francozi. 
Pod vtisom »bolsenskega evharističnega čudeža« 1263 je Urban IV. že 1264 za celotno Cerkev uvedel zapovedani praznik presvetega Rešnjega telesa. Praznik je ostal v katoliški Cerkvi zapovedan vse do danes.  

## Smrt in spomin
Papež Urban IV. je umrl v Perugii (oziroma v bližnjem mestecu Deruta) dne 2. oktobra 1264. Njegovo truplo so položili k počitku v peruški stolnici Svetega Lovrenca poleg sarkofaga Inocenca III.. 

### Ocena
Njegov kratek pontifikat (1261-64) je tesno povezan z dogodkom, ki je velikega pomena ne le za italijansko, ampak tudi cerkveno in svetovno zgodovino: dokončen zaton nemške moči v Italiji. Odločni papež se je pomeril z Manfredon in poklical na sicilski prestol namesto njega brata francoskega kralja Ludvika - Karla Anžujskega. V vodstvu Cerkve so začeli prevladovat za celo stoletje Francozi. Zamenjava vladarja pa ni bila velik dobiček: enega samodržca je zamenjal drugi. To je v posledicah kmalu privedlo do ponižujoče odvisnosti papeža in Cerkve od francoskega dvora, do tako imenovanega »avinjonskega suženjstva«.

Po nekaterih virih se je rodil že okrog 1185. leta.  

### Legenda
Izročilo je povezalo papeža Urbana IV. z nemško legendo o Tannhäuserju-Smrekovcu, ki je bil potujoči glasbenik – oziroma po nekaterih poznejših različicah – vitez, ki se je bojeval v križarski vojni. Po legendi je Smrekovec odkril podzemeljsko bivališče boginje Venere in jo častil leto dni – po nekaterih navedkih pa sedem let. Začela ga je peči vest in se je hotel spokoriti za svoje odpadništvo; poromal je v Rim h Kristusovemu namestniku Urbanu IV., da bi od njega dobil odpuščanje za svoje grehe. Urban mu je resno dejal, da bo njegova papeška palica prej zacvetela ko pa da bi Tannhäuser dobil odpuščanje. Smrekovec je ves potrt zapustil Rim in se vrnil na Venerin hrib. Tri dni po njegovem odhodu pa je papeževa palica zacvetela. Urban je razposlal sle, da bi našli spokornika, toda Smrekovca nihče več ni videl. 
To legendo so obdelovali različni umetniki, pesniki in pisatelji. Na to temo je napisal Richard Wagner 1845 opero Tannhäuser und der Sängerkrieg auf Wartburg, ki vsebuje med drugim tudi prvine Urbanove legende, saj sta bila Tannhäuser in papež Urban sodobnika. Sama vsebina pa je pomešana s preroštvom o Elizabetinem rojstvu ter prenesena na grad Wartburg; tako je v središču te opere sveta Elizabeta Ogrska. 